# Camellia anlungensis
Camellia anlungensis är en tvåhjärtbladig växtart som beskrevs av Hung T. Chang. Camellia anlungensis ingår i släktet Camellia och familjen Theaceae. Utöver nominatformen finns också underarten C. a. acutiperulata.